# 共同正犯
共同正犯（きょうどうせいはん）とは、二人以上が共同して犯罪を実行した場合をいう。

## 日本における共同正犯論

### 共同正犯
日本の刑法は、その60条で共同正犯を規定する。

#### 共同正犯の効果
共同正犯は、「すべて正犯」とされ、自ら実行しなかった行為から生じた結果についても刑事責任を負う（同条）。たとえばAとBが結託して共に拳銃を使用してCを殺害した場合、Aの発射した弾丸が命中せず、Bの発射した弾丸でCが死亡した場合であってもAは正犯としての罪責を負う。この共同正犯の効果を一部実行・全部責任の原則という。
一部実行・全部責任の原則が認められる根拠は、有力学説によれば、特定の犯罪実現 に向けての相互利用補充関係があるためとされる。すなわち、二人以上の者が、共同実行の意思に支えられ、特定の犯罪実現に向けて共同するという相互利用補充関係によって法益侵害の危険性が増大した点が、全部責任を負わすに値すると評価されるためとされる。

#### 共同正犯の成立要件
構成要件段階における共同正犯の成立には、各人の構成要件的故意または構成要件的過失と「共同して犯罪を実行した」ことが必要である。
「共同して犯罪を実行」とは、共同実行の意思（意思の連絡）および共同実行の事実があることを意味するとされる（さらに、結果犯では結果と因果関係が、身分犯の共同正犯については身分者が1人以上いることが必要である）。
しかし、共同実行の事実の具体的意味内容（何を共同するか：共同の対象）については、特に共謀共同正犯の成否と関連して議論がある。
刑法の自由主義的見地（罪刑法定主義・謙抑主義）を重視する立場からは、60条の意味を限定的に解し、実行行為を共同することが必要とする（実行行為の共同が必要とする部分的犯罪共同説：共謀共同正犯否定）。
刑法の法益保護機能（処罰の必要性）を重視する立場からは、60条の意味を広く解し、犯罪実現に向けての行為を共同することとし、少なくとも一部の者による実行行為は必要であるが、実行行為の共同は必要ではないとする。（構成要件行為の共同が必要とする部分的犯罪共同説あるいは行為共同説：共謀共同正犯肯定）
これは結局、自由主義と法益保護（処罰の必要性）のいずれを重視するかという価値判断に依存する問題である。

### 各種の共同正犯

#### 共謀共同正犯
共謀共同正犯の成否につき、判例は結論として共謀共同正犯を認める立場であるが、理論構成は必ずしも明確ではない。古くは共同意思主体説が述べられたこともあり、間接正犯類似の理論構成を述べるものもある。
共謀共同正犯に関して、判例においては、従来の理論では
1. 共謀（意思の連絡＋正犯意思）
2. 共謀に基づく実行行為

の2つが要件とされている。正犯意思は幇助犯と区別するためのメルクマールとしての意義がある（主観説）が、近時は正犯意思という言葉は使われない傾向にあり、犯罪遂行における役割の重要性が重視されている。
詳細は共謀共同正犯を参照。

#### 過失の共同正犯
過失の共同正犯には正確に分けるなら2類型あると言える。1つは過失犯の共同正犯、もう1つは結果的加重犯の共同正犯である。

##### 過失犯の共同正犯
過失犯の共同正犯が問題となる事例では、各人に過失犯の単独正犯が成立している場合が多いが、各人の行為と結果の間の因果関係が立証できない場合もあり、過失共同正犯が成立しないかが問題とされる。
過失共同正犯の成否については、「共同実行の事実」の成否と「共同実行の意思」の成否が問題となる。
「共同実行の事実」の成否には、過失犯に関する新旧過失論の立場が影響する。
旧過失論の立場では、過失は責任段階での問題にすぎないから、構成要件段階での過失行為の共同は認めがたい。しかし、新過失論によれば、構成要件段階での過失の実行行為を観念できるから過失行為の共同も可能といえる。有力学説によれば、行為者に共同注意義務があるときは過失行為の共同が認められるとされる。
「共同実行の意思」が過失犯で認められるかについて、
従来、過失犯の共同正犯の成立は共同正犯の成立要件として意思の連絡を必要とするかの議論に帰結すると考えられてきた。犯罪共同説の立場からは、過失犯は無意識を本質とするから共同実行の意思が認められず、過失犯の共同正犯は成立しないとされた。一方伝統的な行為共同説の立場からは共同正犯の成立には意思の連絡は不必要であるから、過失犯の共同正犯の成立に問題はないとしてきた。
他方、過失は一次的には無意識的はものであるが、二次的には一定の主観的心情・心理状態とあいまって発現するものであり、過失犯において心情・心理状態も重要な要素であり、これについては相手の行為を利用しあう意思ないし意識を認め得る　として犯罪共同説・行為共同説にかかわらず共同実行の意思を認める説もある。

##### 結果的加重犯の共同正犯
例えば、甲と乙が傷害の意思で共同してAに傷害を与え死に至らせた場合に、両者に傷害致死罪の共同正犯が成立するかという問題である。
結果的加重犯について、加重結果を帰責するには加重結果の過失が必要とする立場からは、上記の過失犯の共同正犯の議論が妥当する。一方で判例などのとるいわゆる故意犯説からは、基本犯についての共同実行の意思と事実があれば加重結果についても共同正犯が認められる。

#### 承継的共同正犯
承継的共同正犯とは、先行者が既に実行行為の一部を行い、その実行行為が終了する前に後行者が共同実行の意思を持って実行行為に参加する場合をいう。
この場合に、後行者は自らの加功前の事実についても共犯としての罪責を負うのかについて学説上争いがある。
判例は、最決平成24年11月6日刑集66巻11号1281頁において、「被告人は，被告人の共謀及びそれに基づく行為と因果関係を有しない共謀加担前に既に生じていた傷害結果については，傷害罪の共同正犯としての責任を負うことはなく，共謀加担後の傷害を引き起こすに足りる暴行によって傷害の発生に寄与したことについてのみ，傷害罪の共同正犯としての責任を負う。」と判示し、少なくとも傷害罪については、全面的に承継的共同正犯を肯定する見解に立っていないことを明らかにしている。
なお、本決定においては、千葉勝美裁判官の補足意見が付されており、「いわゆる承継的共同正犯において後行者が共同正犯としての責任を負うかどうかについては，強盗，恐喝，詐欺等の罪責を負わせる場合には，共謀加担前の先行者の行為の効果を利用することによって犯罪の結果について因果関係を持ち，犯罪が成立する場合があり得るので，承継的共同正犯の成立を認め得るであろう」と述べている。

### 択一的認定
昭和63年7月24日青森県青森市で産業廃棄物最終処分場付近において自動車内で被害者Yを扼殺または絞殺しその死体を貝殻等捨場の穴に放り込んだとしてWとXが起訴された。Xが共謀の事実も殺人の実行の事実も否認したのに対し、WはXとの共謀とXによる実行を証言した。そこで検察官はXがWと共謀して自らYを窒息死させたと訴因を明示した。第一審裁判所は、Xは「Wと共謀の上，前同日午後８時ころから翌２５日未明までの間に，青森市内又はその周辺に停車中の自動車内において，W又はXあるいはその両名において，扼殺，絞殺又はこれに類する方法でYを殺害した」と日時、場所、実行行為者が概括的な形で事実認定した。
これについて最高裁判所平成13年4月11日第三小法廷決定は
- 「この程度の判示であっても，殺人罪の構成要件に該当すべき具体的事実を，それが構成要件に該当するかどうかを判定するに足りる程度に具体的に明らかにしているものというべきであって，罪となるべき事実の判示として不十分とはいえないものと解される。」とした。

第一審裁判所が訴因変更を経ずに訴因と異なる事実認定をした点については、
- 「実行行為者の明示は，前記のとおり訴因の記載として不可欠な事項ではないから，少なくとも，被告人の防御の具体的な状況等の審理の経過に照らし，被告人に不意打ちを与えるものではないと認められ，かつ，判決で認定される事実が訴因に記載された事実と比べて被告人にとってより不利益であるとはいえない場合には，例外的に，訴因変更手続を経ることなく訴因と異なる実行行為者を認定することも違法ではない」

とした。